# Ślepietucha
Ślepietucha – postać literacka z opowiadania Józefa Symeona Boguckiego Tajemnice Warszawy, czyli wszeteczna żebraczka. Nie wiadomo, czy autor pisząc opowiadanie wzorował się na prawdziwej postaci z XIX-wiecznej stolicy Polski.
Ślepietucha jest żebraczką, znaną ze zdolności do zagwarantowania sobie noclegu w najlepszych miejscach: na Dynasach, Glinkach. Sypia również w katakumbach cmentarza Powązkowskiego, gdzie zakrada się nocami. Utrzymuje się z żebrania u bram tegoż cmentarza. Jest kobietą okrutną; porwała małe dziecko, które nakłuwa szpilkami w nogi, by płakało, podczas gdy ona żebrze udając jego matkę. Wyuczyła dziecko żebrania. By ukryć tożsamość niemowlęcia przed jego prawdziwymi rodzicami jest zdolna do okaleczenia jego twarzy. Ostatecznie okazuje się morderczynią – zabija małe dziecko, rzucając je na pożarcie szczurom, gdy zagraża jej wydanie policji i oskarżenie o uprowadzenie.
Inne żebraczki Warszawskie uznają ją za dobrze postawioną w hierarchii, choć niektóre unikają z nią kontaktów.